# Walid Jarmouni
Walid Jarmouni (sinh ngày 20 tháng 5 năm 2000) là một cầu thủ bóng đá chuyên nghiệp người Pháp thi đấu ở vị trí tiền đạo cho Pau.

## Sự nghiệp chuyên nghiệp
Vào ngày 26 tháng 6 năm 2020, Jarmouni ký hợp đồng chuyên nghiệp đầu tiên với Sochaux. Jarmouni có màn ra mắt chuyên nghiệp cho Sochaux trong chiến thắng 2-1 tại Ligue 2 trước Troyes AC vào ngày 29 tháng 8 năm 2020.
Ngày 18 tháng 6 năm 2021, anh gia nhập Sète theo dạng cho mượn.
Vào tháng 6 năm 2022, Jarmouni kí hợp đồng với Pau.

## Đời tư
Mặc dù sinh ra ở Pháp, Jarmouni là người gốc Maroc.